# Hyalis
Hyalis D.Don ex Hook. & Arn., 1835 è un genere di piante angiosperme dicotiledoni della famiglia delle Asteraceae.

## Descrizione

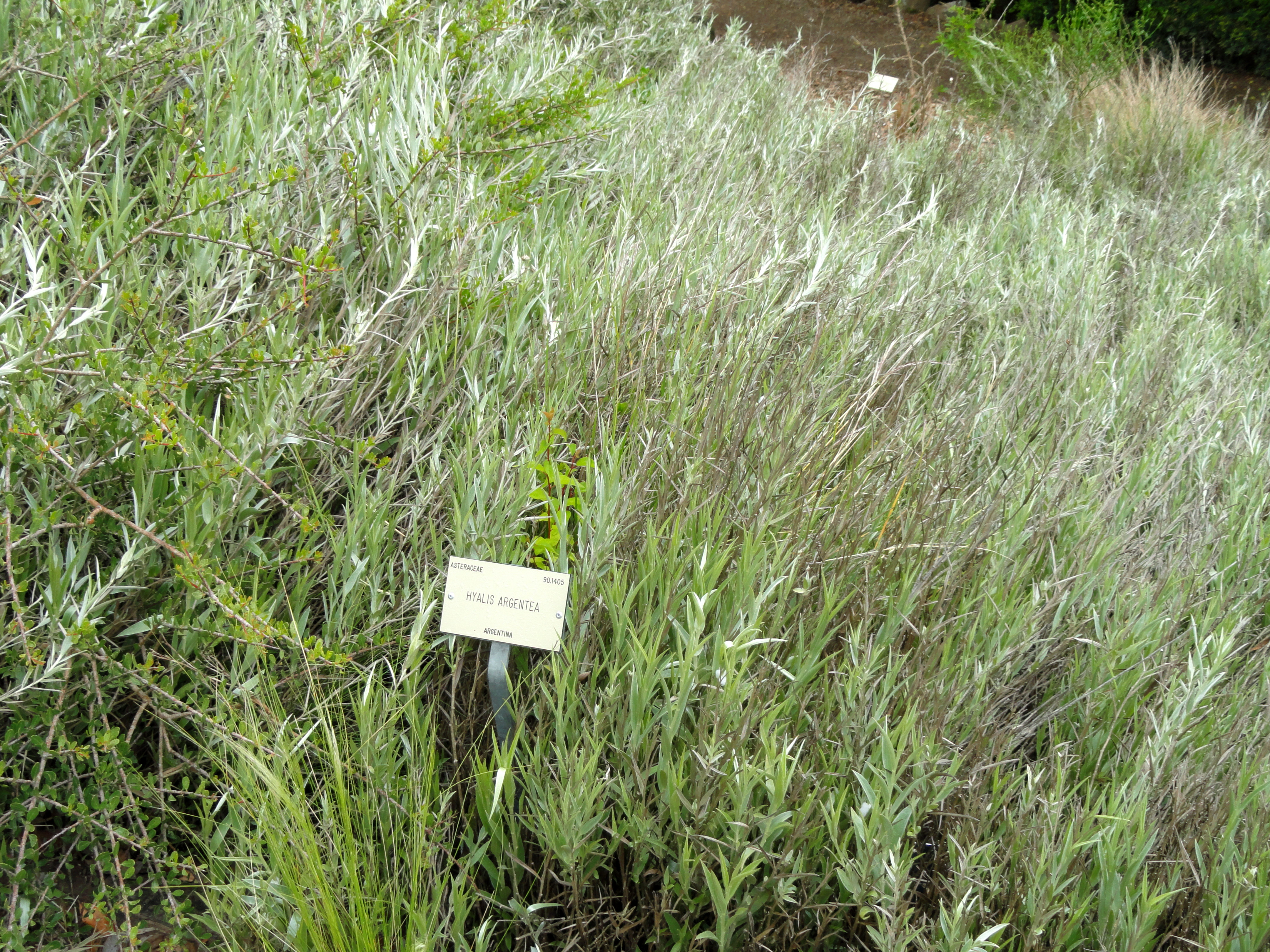
Il portamento
Hyalis argentea

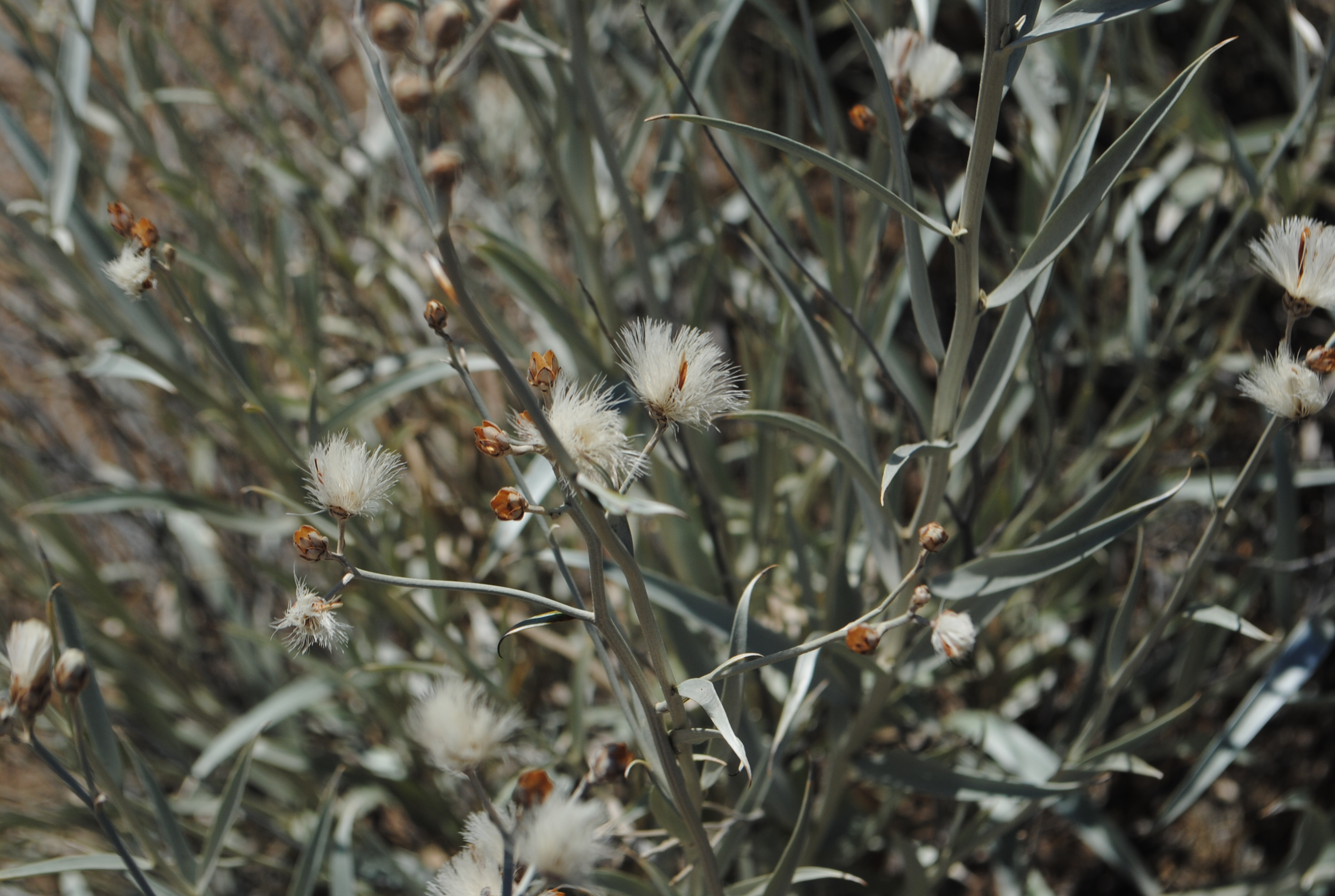
I pappi
Hyalis argentea

Habitus. Le specie di questo gruppo hanno un habitus perenne arbustivo rizomatoso. Sono presenti specie monoiche.
Foglie. Le foglie lungo il caule sono disposte in modo alternato. Possono essere sessili o picciolate. Le foglie sono semplici o con margini denticolati. La forma della lamina è varia: da lineare-lanceolata a oblunga-lanceolata. La superficie si presenta con venature pennate o tri-venata. La consistenza è erbacea o subcoriacea.
Infiorescenza. Le infiorescenze sono composte da capolini terminali, peduncolati e raccolti in formazioni corimbose. I capolini di tipo radiato e omogami sono formati da un involucro a forma strettamente campanulata composto da brattee (o squame) all'interno delle quali un ricettacolo fa da base ai fiori. Le brattee, persistenti e simili a foglie, disposte su 3 serie in modo embricato e scalate in altezza, sono di vario tipo e consistenza. Il ricettacolo, piatto, è privo di pagliette a protezione della base dei fiori (ricettacolo nudo).
Fiori. I fiori sono tetraciclici (a cinque verticilli: calice – corolla – androceo – gineceo) e in genere pentameri (ogni verticillo ha 5 elementi). I fiori, fragranti, da 5 a 6 per capolino (4 - 5 marginali e uno solitario centrale), sono ermafroditi e fertili. Sono inoltre dimorfi, con forme diverse, bilabiate quelli marginali del raggio e tubolari quelli centrali del disco).
- Formula fiorale:

*/x K {\displaystyle \infty }, [C (5), A (5)], G 2 (infero), achenio
- Calice: i sepali del calice sono ridotti ad una coroncina di squame.
- Corolla: il colore delle corolle è bianco, rosa o porpora. Fiori del disco (uno solo): la corolla, glabra, è tubolare (actinomorfa) terminante con 5 profondi lobi da revoluti a attorcigliati. Fiori del raggio (4 - 5): la corolla è bilabiata (zigomorfa) con un labbro esterno a tre denti, quello interno profondamente bilobo con i lobi arrotolati.
- Androceo: l'androceo è formato da 5 stami con filamenti liberi e antere saldate in un manicotto circondante lo stilo.[9] Le antere in genere hanno una forma sagittata con appendici apicali acute e laciniate. Le teche sono calcarate (provviste di speroni) e provviste di code lunghe e pelose. Talvolta le code sono connate tra di loro. Il polline normalmente è tricolporato a forma sferica (può essere microechinato).
- Gineceo: il gineceo ha un ovario uniloculare infero formato da due carpelli.[9]. Lo stilo è unico e con due stigmi. Gli stigmi sono scarsamente divisi, ottusi e glabri. L'ovulo è unico e anatropo.

Frutti. I frutti sono degli acheni con pappo. La forma degli acheni varia da obovoide a spirale (raramente è compressa) con superficie pubescente e 10 coste. Il carpoforo (o carpopodium) è uno stretto anello o corto cilindro appena visibile oppure è assente. L'endosperma è cellulare. Il pappo è formato da diverse setole disposte su molte serie, tutte sono piumose all'apice, alcune sono più corte. Il pappo è direttamente inserito nel pericarpo o è connato in un anello parenchimatico posto sulla parte apicale dell'achenio.

## Biologia
- Impollinazione: l'impollinazione avviene tramite insetti (impollinazione entomogama tramite farfalle diurne e notturne).
- Riproduzione: la fecondazione avviene fondamentalmente tramite l'impollinazione dei fiori (vedi sopra).
- Dispersione: i semi (gli acheni) cadendo a terra sono successivamente dispersi soprattutto da insetti tipo formiche (disseminazione mirmecoria). In questo tipo di piante avviene anche un altro tipo di dispersione: zoocoria. Infatti gli uncini delle brattee dell'involucro si agganciano ai peli degli animali di passaggio disperdendo così anche su lunghe distanze i semi della pianta.

## Distribuzione e habitat
Le specie di questo gruppo sono distribuite in Argentina, Bolivia e Paraguay.

## Tassonomia
La famiglia di appartenenza di questa voce (Asteraceae o Compositae, nomen conservandum) probabilmente originaria del Sud America, è la più numerosa del mondo vegetale, comprende oltre 23.000 specie distribuite su 1.535 generi, oppure 22.750 specie e 1.530 generi secondo altre fonti (una delle checklist più aggiornata elenca fino a 1.679 generi). La famiglia attualmente (2021) è divisa in 16 sottofamiglie.

### Filogenesi
Questa genere è descritto all'interno della sottofamiglia Stifftioideae. La sottofamiglia Stifftioideae, nell'ambito della famiglia, occupa una posizione "basale" subito dopo la sottofamiglia Barnadesioideae e della recente sottofamiglia Famatinanthoideae. Questa sottofamiglia è probabilmente un "gruppo fratello" della sottofamiglia Mutisioideae. La sottofamiglia è formata da due tribù: Hyalideae e Stifftieae.
Il genere Hyalis descritto da questa voce appartiene alla tribù Hyalideae ed è a capo del "Hyalis clade" insieme al genere Ianthopappus. In precedenti trattamenti questo genere era descritto all'interno della sottotribù "Gochnatiinae" (tribù "Mutisieae). In altri studi il genere è associato alla sottotribù "Mutisiinae".
Il numero cromosomico delle specie di questo genere è: 2n = 54.

### Elenco specie
Questo genere comprende le seguenti 2 specie:
- Hyalis argentea D.Don ex Hook. & Arn.
- Hyalis lancifolia Baker